# 中国列车控制系统
中国列车控制系统（英語：China Train Control System，简称CTCS），是中国铁路参照欧洲列车控制系统（ETCS），并结合中国鐵路實際運作方式构建的技术体系。

## CTCS等级
- CTCS-N：于2021年11月25日通过测试。集卫星定位、电子地图、移动闭塞、车地IP化通信、国家商用密码算法、列车完整性检查等新特征于一体；适用于中国西部地区的铁路。[6]首次应用于和若铁路[7]。
- CTCS-T：适用于高原山区的系统，仍处于于理论研究阶段。采用移动闭塞和列車自動運行系統，只在少数区间使用轨道电路。
- CTCS-4：基于无线通信平台传输列车控制信息，使用卫星导航系统实现列车定位，使用应答器辅助定位，地面取消轨道电路，由列车自主确认完整性。由于依赖卫星导航，此系统难以在隧道较多的线路上（例如山区铁路和地铁）应用。此系统仍处于于理论研究阶段。
- CTCS-3：基于无线通信平台传输列车控制信息，使用应答器定位，轨道电路实现列车占用检查；技术上相当于ETCS Level-2。广泛应用时速350km级别高速铁路，如武广高铁、京沪高铁等。向下兼容CTCS-2级。
- CTCS3-D：基于应答器传输列车控制信息，轨道电路实现列车占用检查。原应用于京津城际铁路，后来被CTCS-3级系统取代。技术上相当于ETCS Level-1。
- CTCS-2：基于应答器定位和传递列车控制信息，使用轨道电路实现列车占用检查和移动授权。广泛应用时速250km级别高速铁路，如南广高铁、贵广高铁等。此系统在第六次大提速期间研发。
- CTCS-1：基于无线通信平台传输列车控制信息，配合较少数量的应答器辅助定位。由于在既有线改造中成本较高，以及新版列车运行监控记录装置LKJ-15投入使用，目前未能实际装备。
- CTCS-0：未安装CTCS列控设备，使用LKJ运行监控记录装置监控列车运行。

### 变种
- CTCS2+ATO：在CTCS-2基础上针对市域铁路行车要求优化的版本，增加了列车自动运行系统，目前已在珠三角城际铁路运用。上海轨道交通机场联络线的版本还增加了全自动折返功能[8]。

## 参阅
- ETCS
- 調度集中系統

## 外部連結
- WIT eLibrary - CTCS—Chinese Train Control System（页面存档备份，存于）
- LKJ2000型操作手冊（页面存档备份，存于）